# Guibourtia
Guibourtia es un género de plantas con flores perteneciente a la familia Fabaceae que contiene 16-17 especies tropicales nativas de África.
El género es bien conocido por sus lujosas maderas. La más conocida es la denominada bubinga, Guibourtia demeusei. Especies de Guibourtia también se encuentran en el Congo, África Ecuatorial, Nigeria, Camerún y Gabón donde se desarrollan en lugares húmedos, inundables periódicamente y de selvas cercana a lagos.

## Usos
La madera de bubinga se utiliza en la construcción de violines, baterías y arpas por sus cualidades acústicas. La bubinga es una madera de un rojo llamativo y exótico, muy buscada por guitarreros y ebanistas. También se la conoce con el nombre de 'Palisandro africano'. Su color en una guitarra es impactante, mucho más fuerte que otras maderas tropicales. La bubinga produce un sonido brillante, claro y vibrante con un tono muy sostenido que parece enfatizar la nota fundamental del acorde. El equilibrio entre volumen y proyección son su fuerte. Esta madera casi mágica oscurece con el tiempo.
La bubinga, se asemeja al palisandro y tiene una apariencia característica que frecuentemente resulta muy decorativa, especialmente cuando su natural variación de color está combinada con un grano ondulado. Generalmente se utiliza en forma de chapas para motivos decorativos y para el taraceado. Aunque es muy pesada, resulta adecuada para la fabricación de muebles. Otros usos: carpintería exterior, suelos y parqués, escaleras, revestimientos, ebanistería, carpintería de armar, cubiertos y cuchillos, mangos de herramientas, cepillos, tornería, suelos industriales, escultura y traviesas, entre otros.

## Madera
La madera es roja o pardorrojiza, con venas purpúreas, particularmente visibles en la madera recién cortada, pero que van apagándose con el tiempo. Es de textura media y de fibra un poco entrecruzada. Cuando la fibra es ondulada o irregular, la madera presenta una apariencia muy decorativa tanto en las superficies aserradas al cuarto como en las aserradas tangencialmente. La bubinga es de secado lento pero fácil y, una vez seca, es estable. Es fuerte pero no demasiado resistente. Es aserrada fácilmente, teniendo en cuenta su peso y, después de haber sido secada, se puede obtener un acabado liso, aunque, si el grano es irregular, se deben tomar precauciones. Es una madera duradera, resistente a las termitas.
- Dureza: dura.
- Velocidad de secado: lenta.
- Defectos de secado: deformaciones, fendas.
- Hongos: durable.
- Insectos: durable.
- Respuesta tonal: destacada.

## Especies
- Guibourtia arnoldiana.
- Guibourtia chodatiana.
- Guibourtia coleosperma.
- Guibourtia conjugata.
- Guibourtia copallifera.
- Guibourtia demeusei.
- Guibourtia ehie.
- Guibourtia hymenaefolia (Moric.) J.Leonard: caquirau de Cuba, quebracho de Cuba, quiebrahacha de Cuba.[1]
- Guibourtia tessmannii.